# Holdmézes
Holdmézes (Pescari), település Romániában, a Partiumban, Arad megyében.

## Fekvése
Borossebestől délkeletre, Gurahonctól északnyugatra, a Fehér-Körös jobb partja mellett, Décse, Jószás, Koroknya és Alcsil közt fekvő település.

## Története
Holdmézes nevét 1553-ban, majd 1561-ben említette először oklevél Holthkerews néven. 1574-ben  Holt, 1808-ban Hólt ~ Holdt, Mézes, 1850-ben, 1888-ban és 1913-ban Holdmézes néven írták.
1851-ben Fényes Elek írta a településről: „Holdmézes, Arad vármegyében,: 10 katholikus, 628 óhitü lakossal, anyatemplommal, hegyes, erdős határral. A Kornély nemzetség innen veszi előnevét.”
1910-ben 608 lakosából 557 román, 11 magyar volt. Ebből 602 görögkeleti ortodox volt.
A trianoni békeszerződés előtt Arad vármegye Borossebesi járásához tartozott.